# Four Music
Four Music ist ein Berliner Plattenlabel, das 1996 durch Die Fantastischen Vier gegründet wurde und seinen Sitz zunächst in Stuttgart hatte. Seit 2005 ist das Unternehmen Four Music Productions GmbH eine Tochtergesellschaft von Sony Music Entertainment, Geschäftsführer sind Patrick Mushatsi-Kareba und Julie Schwindler. Unter Vertrag stehen verschiedene Hip-Hop-, Pop- und Contemporary-R&B-Künstler, beispielsweise Mark Forster, Apache 207, Paula Hartmann, Joris, Kelvin Jones, Domiziana, Disarstar und Reezy.

## Geschichte

### 1996–2000

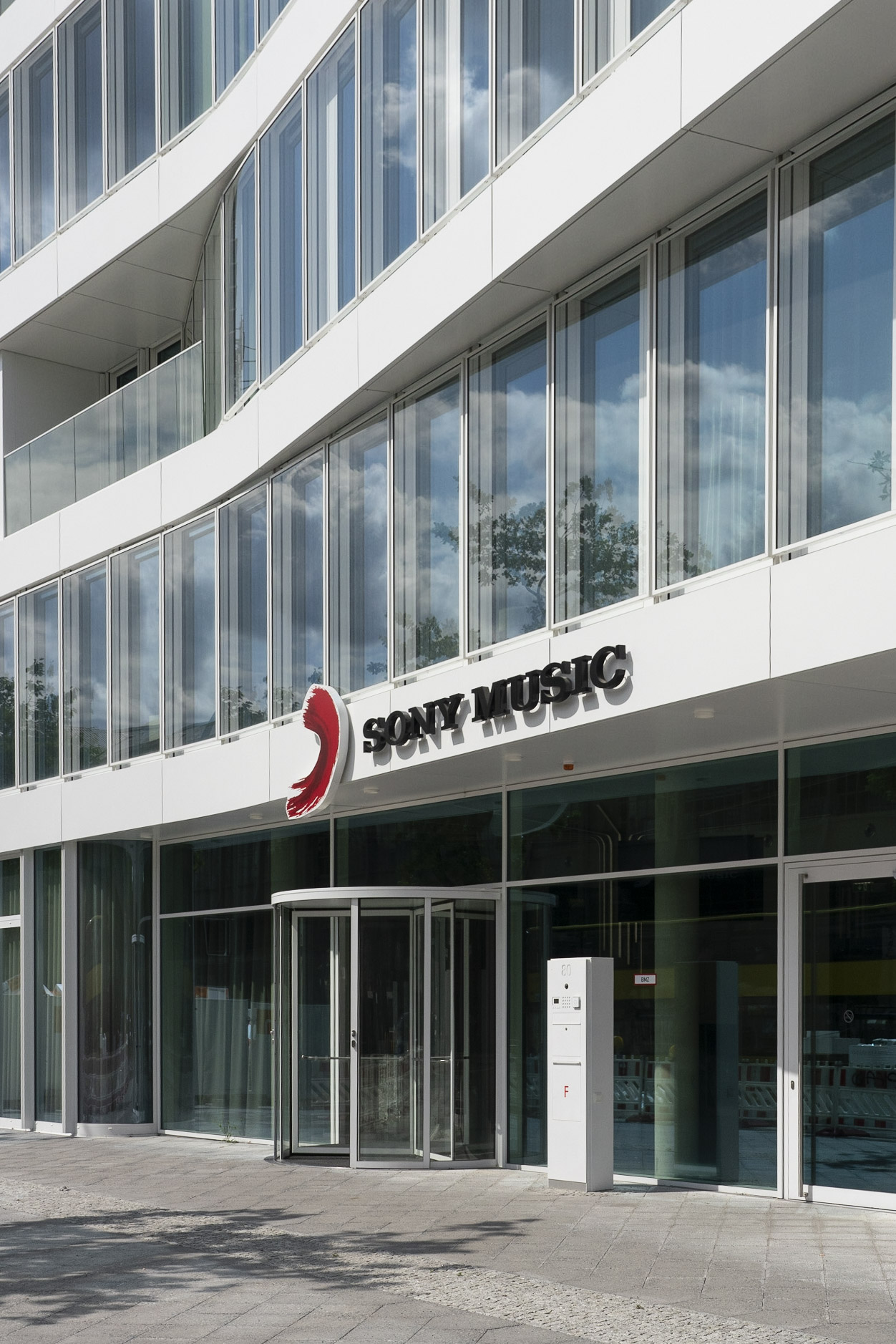
Hauptsitz von Four Music

Auf der Popkomm 1996 gaben Die Fantastischen Vier bekannt, ein eigenes Label zu gründen. Erster Geschäftsführer wurde ihr Entdecker Fitz Braum, der ebenfalls als Gesellschafter am Unternehmen beteiligt war. Four Music sollte sich bewusst von den etablierten Konkurrenten abheben und „von Künstlern für Künstler“ arbeiten und außerdem eine Plattform für Solo- und Nebenprojekte der Fantastischen Vier bilden. Der Vertrieb des Labels lief in den ersten Jahren über Sony BMG, wo die Band unter Vertrag stand. Four Music hatte seinen Sitz zunächst in Stuttgart, verlegte ihn 2002 aber nach Berlin. International wurde unter anderem in London ein Standort eingerichtet, wo das Sublabel FINE. ansässig war.
Die erste Veröffentlichung war ein Album der französischsprachigen Schweizer Band Sens Unik, es erschien zwei Wochen nach der Gründung des Labels. Einer breiteren Öffentlichkeit wurde Four Music aber erst zum Ende der 1990er Jahre durch Werke der Künstler Afrob, Freundeskreis, Gentleman und Blumentopf bekannt. Die Single A-N-N-A (Album: Quadratur des Kreises) der Band Freundeskreis bescherte dem Label im Jahr 1997 die erste Gold-Auszeichnung. Den zweiten Gold-Status errangen die Künstler Thomas D und Franka Potente mit Wish, dem Titelsong des Films Lola rennt.

### 2001–2004
2001 wurde Clueso, der mittlerweile wieder ausgeschieden ist, bei Four Music unter Vertrag genommen, dessen Debütalbum Text und Ton sowohl mit deutsch- als auch englischsprachigen Titeln versehen war. Anschließend trat er unter anderem im Vorprogramm der Fantastischen Vier und mit Herbert Grönemeyer auf. Im selben Jahr legte Thomas D sein zweites Soloalbum vor, nach der Jahrtausendwende stieg die Zahl der Veröffentlichungen bei Four Music insgesamt stark an. 2003 erhielt der Musiker Gentleman, welcher ebenfalls bei Four Music unter Vertrag stand, einen ECHO als „Bester nationaler HipHop/R&B-Künstler“. Im selben Jahr begann das Unternehmen, seine Dienstleistungen für Künstler und Labels anzubieten. Unter anderem wurde eine umfangreiche Kooperation mit Yo Mama aus Hamburg vereinbart.

### 2005–2009
Gleichzeitig begann das Label mit dem Vertrieb von Werken über Universal Music. Anfang 2005 wurde die Zusammenarbeit mit Sony BMG vollständig beendet, vor dem Hintergrund des bestehenden Vertrags der Fantastischen Vier gaben Vertreter der Band und des Labels anhaltende Kontroversen mit Sony BMG als Grund für die Entscheidung an. Wenige Monate später legten beide Seiten den Streit überraschend bei, Sony BMG erwarb 50 Prozent der Anteile an Four Music. Der exakte Kaufpreis wurde nicht bekannt, allerdings sollte er nicht den bisherigen Gesellschaftern gezahlt, sondern in deutsche Nachwuchskünstler investiert werden. Zu diesem Zeitpunkt erwirtschaftete Four Music ein Ergebnis in achtstelliger Höhe und verkaufte mehr als 800.000 Platten. Dennoch geriet das Unternehmen in eine wirtschaftliche Krise und wurde vollständig vom Mutterkonzern übernommen, ab 2007 waren die Fantastischen Vier keine Gesellschafter mehr. Darüber hinaus waren Warner Music und Universal Music an einer Übernahme von Four Artists interessiert, jedoch kam es in diesem Fall aufgrund zu niedriger Gebote zu keinem Verkauf.:31
Im September 2004 war Four Music mehrere Wochen ununterbrochen in den ersten Plätzen der deutschen Charts präsent: Zunächst stieg Gentleman mit Confidence auf dem ersten Platz ein, der anschließend durch Max Herre und daraufhin von den Fantastischen Vier selbst mit dem Album Viel abgelöst wurde. Four Music beziehungsweise Four Artists organisierte die bislang größte Hallentournee der Fantastischen Vier, die unter anderem einen Auftritt im Hamburger Volksparkstadion beinhaltete. 2005 erschien das erste Best-of-Album der Band, zahlreiche neue Künstler wurden gewonnen. Im nächsten Jahr sorgten unter anderem Joy Denalane mit dem Album Born & Raised und Clueso mit Weit weg für Aufmerksamkeit, wobei letzteres über 13 Wochen den sechsten Platz in den deutschen Charts erreichte. Außerdem gründete Four Music ein Sublabel mit der Bezeichnung BPX 1992, das den international bekannten Country-Musiker Lee Hazlewood unter Vertrag nahm. Bela B. brachte bei BPX 1992 das Soloalbum Bingo heraus, das direkt auf dem zweiten Platz der Charts einstieg.
Nach über zehn Jahren verließ Geschäftsführer und Mitgründer Fitz Braum im Jahr 2007 das Unternehmen, sein Nachfolger wurde Philip Ginthör von Columbia Records. In den folgenden Jahren setzte sich der kommerzielle Erfolg des Labels fort: Clueso veröffentlichte 2008 mit So sehr dabei erneut ein Studioalbum bei Four Music, das ihm später seine erste Gold-Auszeichnung einbrachte.

### 2010–2015
2010 gab Four Music das Album Happiness und die Single Wonderful Life des britischen Duos Hurts heraus, die beide sowohl Gold- als auch Platin-Status erreichten. Im selben Jahr unterschrieb Casper einen Vertrag bei dem Label. Aus dem Jahr 2010 stammt auch das Album Zum Glück in die Zukunft von Marteria, das 2013 ebenfalls mit Gold ausgezeichnet wurde. Eine Kontroverse entstand nach der Trennung des Rappers Massiv von Four Music, da dieser sein eigenes Label Fight 4 Music getauft hatte. Sony BMG reichte Klage aufgrund der Ähnlichkeit beider Namen ein. Mit Marteria in Zusammenarbeit mit Yasha und der Sängerin Miss Platnum und deren Titel Lila Wolken, der 2012 auf Anhieb auf dem ersten Platz der deutschen Single-Charts einstieg, erzielte das Label erneut Erfolge.
2013 wurde bekannt, dass Four Music den Rapper Chakuza unter Vertrag nahm, dessen Album Magnolia auf Platz 5 der Charts einstieg. Weitere Neuzugänge waren außerdem Pohlmann, der im gleichen Jahr am BundesVisionSongContest teilnahm, sowie Marla Blumenblatt, die mit Immer die Boys genau wie Lance Butters mit futureshit erste eigene Veröffentlichungen über das Label lancierten. Auch der bereits von Lila Wolken bekannte Yasha unterzeichnete einen Vertrag bei Four Music und veröffentlichte neben einer EP mit dem Namen Strand auch sein Album Weltraumtourist über das Label. Im gleichen Jahr erschien mit Hinterland das zweite Album von Casper über Four Music. Das Album, für das Casper mit Tom Smith, Frontmann der britischen Band Editors, sowie Felix Brummer und Karl Schumann von Kraftklub zusammenarbeitete, stieg wie der Vorgänger auf Platz 1 der offiziellen Albumcharts ein. Der Ende des Jahres veröffentlichte Song Changes von Faul & Wad Ad vs. Pnau stieg auf Platz 1 der deutschen Singlecharts ein. Er belegte auch in vielen weiteren europäischen Ländern Plätze in den Top 10 ein, wurde in einer einem Werbespot für die Mercedes C-Klasse und im Videospiel Gran Turismo 5 verwendet.
Anfang 2014 veröffentlicht Flo Mega mit Mann über Bord sein zweites Studioalbum. Im September desselben Jahres nahm er mit Nico Suave und dem Lied Gedicht am Bundesvision Song Contest teil. Marteria sorgt mit dem Nummer-1-Album Zum Glück in die Zukunft II sowie mit der Singleauskopplung Kids (2 Finger an den Kopf) erneut für Gold. Das Label veröffentlicht außerdem den Soundtrack zum Film Vaterfreuden von Matthias Schweighöfer. Mit Ein leichtes Schwert, veröffentlicht Judith Holofernes, Sängerin und Gitarristin von Wir sind Helden, ihr Solodebüt, das auf Platz 7 der offiziellen Albumcharts einstieg. Faul & Wad Ad erhielten mit Changes eine Nominierung für den Echo in der Kategorie Electronic Dance Music International und Sizarr begleiteten Woodkid auf dessen Deutschland-Tour.
2015 veröffentlichten Callejon ihr Album Wir sind Angst, das sich auf Platz 5 der deutschen Album-Charts platzieren konnte. Das Label-Debüt Aus dem Schatten ins Licht des Rappers Kontra K steigt auf Platz 2 der Album-Charts ein und erhielt Goldstatus. Mit Nurture erschien im gleichen Jahr auch das dritte und letzte Album der Band Sizarr. JORIS veröffentlichte mit Herz über Kopf im März 2015 seine erste Single über Four Music, das dazugehörige Debütalbum Hoffnungslos Hoffnungsvoll erreichte im April 2015 auf Anhieb den dritten Platz der deutschen Charts.[13] Balbina veröffentlichte ihr Labeldebüt Über das Grübeln und begleitete im Anschluss Herbert Grönemeyer auf dessen Dauernd jetzt Tour bei 40 Auftritten durch Stadien und Arenen in Deutschland, den Niederlanden, Österreich und der Schweiz. Marsimoto nahm auf Jamaika mit Ring der Nebelungen sein viertes Studioalbum auf. Der Titel ist eine Anspielung auf den Opernzyklus Ring des Nibelungen von Richard Wagner. Das Album erreichte Platz 3 der deutschen Album-Charts. Blaow, das Debütalbum von Rapper Lance Butters, stieg am 15. Mai 2015 auf Platz 2 in die deutschen Charts ein und hielt sich drei Wochen lang in den Top 100. Afrob und Samy Deluxe veröffentlichen 12 Jahre nach ihrem ersten gemeinsamen Album als ASD den Nachfolger Blockbasta. Außerdem erschienen Alben von Künstlern wie Madsen, Nisse, von Brücken und Kelvin Jones. Des Weiteren nahm man die Sängerin LEA unter Vertrag und gründete gemeinsam mit Rapper Sido dessen Sublabel Goldzweig, dessen erstes Signing der Rapper Adesse war. Zum 90. Geburtstag von Hildegard Knef erschien das Tribute-Album Für Hilde, für das Künstler wie Mark Forster, Jupiter Jones, Dendemann, Samy Deluxe, Bela B. und Clueso die bekanntesten Songs der verstorbenen Chansonsängerin neu interpretierten.

### 2016–2019
2016 feierte das Label sein zwanzigjähriges Bestehen und veröffentlichte eine Chronik in Buchform. In dem von Musikjournalist Jan Wehn verfassten Werk fanden sich Gespräche zwischen jetzigen und ehemaligen Künstlern des Labels und Linernotes zu den wichtigsten Songs aus zwei Dekaden Labelgeschichte. Parallel dazu erschien der dritte Teil der Labelcompilation Four Elements. Im Berliner Funkhaus fand eine Jubiläumsausgabe des Four Abend statt, bei der Freundeskreis, Afrob, Marteria, Miss Platnum, OK Kid, die Fantastischen Vier und Gentleman auftraten. Bei der Verleihung des Musikpreises Echo gewann JORIS in drei Kategorien und erhielt den Award als Bester nationaler Newcomer sowie den Radio- und den Kritikerpreis. OK Kid veröffentlichten ihr zweites Album Zwei und Kontra K stieg mit Labyrinth auf dem ersten Platz der Album-Charts ein. Im Juni des gleichen Jahres veröffentlichte Mark Forster sein Album Tape, das sich im Anschluss über ein Jahr in den Charts hält, und die EM-Hymne Wir sind groß, die sich über 400.000 mal verkaufte und Platin-Status erlangte. Die Gangsterrapper Haftbefehl und Xatar veröffentlichten unter dem Namen COUP das Kollaboalbum Der Holland Job, das sowohl in Deutschland als auch in Österreich und der Schweiz Platz 1 der Charts belegte. Ende September veröffentlichten Jennifer Rostock als neustes Signing des Labels ihr fünftes Album Genau in diesem Ton, das auf dem 2. Platz der Albumcharts einstieg. Das Comedy-Duo Icke & Er veröffentlichte im November 2017 mit Sky is der Himmel ein Best-of-Album. Nobodys Face, DJ von Marteria und Produzent für Marsimoto, veröffentlichte mit Niemandsland sein Debütalbum, auf dem Künstler wie Chefket, Tua und Marsimoto als Featuregäste vertreten sind.
Anfang 2017 nahm Four Music den Rapper Sero unter Vertrag. Zeitgleich mit Bekanntgabe des Plattenvertrags erschien das Debütalbum One and Only. Im März veröffentlichte das Brüderpaar Mädness & Döll aus Darmstadt sein gemeinsames Album Ich und mein Bruder. Der Titel ist eine Anspielung auf ein legendäres Zitat des aus Zwillingsbrüdern bestehenden Hiphop-Duos Stieber Twins. Mit Sowieso erschien eine weitere Single aus dem Erfolgsalbum Tape von Mark Forster, die sich ganze 31 Wochen in den Charts hielt und damit die längste Chartplatzierung des Jahres 2017 war.
Roswell, das vierte Studioalbum von Marteria, stieg im Mai auf Platz 2 der offiziellen Albumcharts ein und erlangte wenig später Goldstatus. Die Veröffentlichung wurde von einem Kinofilm mit dem Namen Antimarteria begleitet, der von dem Regisseur Specter Berlin in Kapstadt gedreht wurde und in dem Emilia Schüle und Frederick Lau zu sehen sind. Im Juni veröffentlichte Amanda über Marecs, Mark Forsters Labelkooperation mit Four Music, ihr Debütalbum Karussell. Die dazugehörige Single Blau mit Rapper Sido hielt sich 20 Wochen in den Top 30 der Singlecharts. Wohin willst du, eine Zusammenarbeit von LEA und dem deutschen DJ-Duo Gestört aber geil, stieg auf Platz 11 der Charts ein. Beide Songs erlangten Goldstatus. Nachdem der Rapperin Ace Tee gemeinsam mit Kwam.E und der Single Bist du down ein viraler Hit mit weltweiter Aufmerksamkeit gelungen war, veröffentlichte die Hamburger Rapperin mit Tee Time ihre erste EP über Four Music. Das Hiphop-Duo Zugezogen Maskulin stieg mit seinem dritten Studioalbum Alle gegen Alle auf Platz 14 der offiziellen Charts sein. Die Band MiA. feierte ihr 20-jähriges Jubiläum und ließ im Rahmen dessen bereits erschienene Songs wie Alles Neu, Hungriges Herz oder Kreis von Madsen, Nisse, Balbina oder Alle Farben neu interpretieren. Zum zehnjährigen Jubiläum von Jennifer Rostock erschien ein Best-of-Album mit dem Namen Worst Of. Rapper Bausa und Manager Lucas Teuchner gründeten außerdem gemeinsam mit Four Music das Joint Venture TwoSides.
Im Jahr 2018 wurde bekannt, dass Four Music den Rapper Kelvyn Colt unter Vertrag nahm, der mit dem Song Bury Me Alive, welcher auf Platz 1 der globalen Shazam-Charts stand, einen internationalen Hit landete. Es folgen Veröffentlichungen von Xavi, Joris, Marsimoto und LEA, die gemeinsam mit Cyril den Song Immer wenn wir uns sehen zum Soundtrack des Kinofilms Das schönste Mädchen der Welt von Aron Lehmann beisteuerte. Marteria spielte im Ostseestadion in Rostock vor 32.000 Menschen sein bisher größtes Konzert. Ein Mitschnitt der Show erschien im Anschluss unter dem Titel Live im Ostseestadion. Auch Jennifer Rostock veröffentlichten vor ihrer Bandpause mit Jennifer Rostock bleibt ein Live-Album. Es folgten weitere Singles, EPs und Alben von Ilara, Kiddo, Lance Butters, OK Kid und Mark Forster.
Im Jahr 2019 verließ Michael Stockum nach fünf Jahren als Head of Four Music das Label, seine Nachfolge übernahm Daniel Malat. Adesse veröffentlicht im Frühjahr 2019 sein zweites Studioalbum Berlin-Dakar, auf dem er sich mit seiner eigenen Geschichte auseinandersetzte. JORIS gelang mit Du ein Hit in den Airplay-Charts. Auf der dazugehörigen EP wird der Song von Fettes Brot, Lary und Moop Mama neu interpretiert. Der Rapper und Sänger Majan, der bisher vor allem durch das Duett 1975 mit Rapper Cro Bekanntheit erlangte, gründete in Kooperation mit Four Music sein eigenes Label Stein Schere Papier. Apache 207 unterschrieb einen Vertrag beim Four Music-Sublabel TwoSides und schaffte im Mai 2019 mit der Veröffentlichung des Lieds Brot nach Hause erstmals den Sprung in die offiziellen deutschen Charts. Die Singleauskopplung Roller erschien im August 2019 und erreichte auf Anhieb Platz zwei der deutschen Singlecharts. In der Folgewoche stieg das Lied sogar auf Platz eins und erreichte auch Platz sechs in den Ö3 Austria Top 40 (österreichische Singlecharts). Für Apache 207 war das die erste Top-10-Platzierung seiner Karriere. Die EP Platte erschien am 25. Oktober 2019, mit der Single Wieso tust du dir das an? erreichte er seinen zweiten Nummer-eins-Hit in den deutschen Singlecharts. Des Weiteren nahm Mark Forster in einem Pariser Theater mit dem Namen La Nouvelle Eve in der Pariser Rue Pierre Fontaine unweit des Eiffelturms eine neue Version seines Albums Liebe auf, bei der er nur von Klavier begleitet wurde. Mit Wie früher mal dich enthielt das Album auch einen neuen Song.

### Ab 2020
Im Rahmen der Verlegung der neuen Europa-Zentrale von München nach Berlin wurden auch die bisher in der Berliner Schlegelstraße gelegenen Büroräume in das neue Büro in Berlin-Schöneberg verlegt. Neben Veröffentlichungen von Estikay, Majan und MiA. feierte vor allem LEA mit ihrem Album Treppenhaus große Erfolge. Der Titeltrack und Immer wenn wir uns sehen werden mit Gold bzw. Platin ausgezeichnet. Zudem ist die Sängerin Teil der siebten Staffel von Sing meinen Song – Das Tauschkonzert. Mark Forster veröffentlicht gemeinsam mit dem DJ- und Produzenten-Duo Vize den Song Bist du okay und erhält für die Single Übermorgen genauso Platin wie Gold für Einmal. Es folgten Veröffentlichungen von JORIS, Xavi, Nobodys Face, Reezy und Ace Tee. Im Juli veröffentlichte Apache 207 sein Debüt Treppenhaus und landete gleich mit fünf Singles daraus hintereinander an der Chartspitze. Zudem steigt das Album nicht nur in Deutschland, Österreich und der Schweiz zeitgleich auf Platz 1 ein, sondern ist darüber hinaus auch das meistgestreamte Album des Jahres beim Streaminganbieter Spotify. Roller ist außerdem der meistgehörte Deutschrap-Song 2020 und wird dafür mit Diamantstatus ausgezeichnet.
Zugezogen Maskulin feierten ihr zehnjähriges Jubiläum mit dem Album 10 Jahre Abfuck. Im Video zur Single Der Erfolg verkaufte das Duo in Anlehnung an Influencer-Marketing Werbeflächen. Es folgen zudem weitere Veröffentlichungen von Benzko, Sero und LUNA. Gemeinsam mit DJ Stickle gründete Four Music das Joint Venture NOV11, für das der DJ- und Produzent als A&R und Executive Producer fungiert. Das erste Signing war der Rapper nikan aus Düsseldorf.

## Auszeichnungen

### Album
| Datum              | Titel                                             | Interpret              |        |
| ------------------ | ------------------------------------------------- | ---------------------- | ------ |
| 21. Februar 1997   | Quadratur des Kreises                             | Freundeskreis          | Gold   |
| 8. Dezember 1999   | Esperanto                                         | Freundeskreis          | Gold   |
| 21. November 2000  | MTV Unplugged                                     | Die Fantastischen Vier | Gold   |
| 3. Juni 2002       | Mamani                                            | Joy Denalane           | Gold   |
| 8. Oktober 2003    | MTV Unplugged                                     | Die Fantastischen Vier | Platin |
| 7. Januar 2004     | Journey To Jah                                    | Gentleman              | Gold   |
| 30. September 2004 | Confidence                                        | Gentleman              | Gold   |
| 13. September 2004 | Max Herre                                         | Max Herre              | Gold   |
| 30. September 2004 | Viel                                              | Die Fantastischen Vier | Gold   |
| 15. Oktober 2004   | Viel                                              | Die Fantastischen Vier | Platin |
| 7. Oktober 2005    | Confidence                                        | Gentleman              | Platin |
| 11. August 2006    | Born & Raised                                     | Joy Denalane           | Gold   |
| 14. Mai 2009       | So sehr dabei                                     | Clueso                 | Gold   |
| 16. Juni 2009      | Weit weg                                          | Clueso                 | Gold   |
| 21. Juni 2010      | So sehr dabei                                     | Clueso                 | Platin |
| 22. Oktober 2010   | Happiness                                         | Hurts                  | Gold   |
| 7. Februar 2011    | Happiness                                         | Hurts                  | Platin |
| 26. Januar 2012    | XOXO                                              | Casper                 | Platin |
| 13. Februar 2012   | Kokowääh (Music From The Original Motion Picture) | Various Artists        | Gold   |
| 18. Februar 2012   | Happiness                                         | Hurts                  | Platin |
| 1. Juni 2012       | Karton                                            | Mark Forster           | Gold   |
| 30. September 2012 | Zum Glück in die Zukunft                          | Marteria               | Gold   |
| 8. Oktober 2013    | Hinterland                                        | Casper                 | Platin |
| 31. Januar 2014    | Zum Glück in die Zukunft 2                        | Marteria               | Platin |
| 20. Juni 2014      | Bauch und Kopf                                    | Mark Forster           | Platin |
| 6. Februar 2015    | Aus dem Schatten ins Licht                        | Kontra K               | Gold   |
| 20. November 2015  | Hoffnungslos Hoffnungsvoll                        | Joris                  | Gold   |
| 3. Juni 2016       | Tape                                              | Mark Forster           | Platin |
| 20. Mai 2016       | Labyrinth                                         | Kontra K               | Gold   |
| 20. Mai 2016       | Labyrinth                                         | Kontra K               | Gold   |
| 26. Mai 2017       | Roswell                                           | Marteria               | Gold   |
| 16. November 2018  | LIEBE                                             | Mark Forster           | Gold   |
| 2018               | Zwischen meinen Zeilen                            | LEA                    | Gold   |
| 2019               | Platte                                            | Apache 207             | Gold   |
| 2022               | Platte                                            | Apache 207             | Platin |
| 2022               | Treppenhaus                                       | Apache 207             | Gold   |
| 2022               | Aus dem Schatten ins Licht                        | Kontra K               | Platin |
| 2022               | Treppenhaus                                       | LEA                    | Gold   |

### Single
| Datum             | Titel                                      | Interpret                      |         |
| ----------------- | ------------------------------------------ | ------------------------------ | ------- |
| 20. Oktober 1997  | A-N-N-A                                    | Freundeskreis                  | Gold    |
| 1. Oktober 1998   | Wish                                       | Franka Potente & Thomas D      | Gold    |
| 9. September 2010 | Wonderful Life                             | Hurts                          | Gold    |
| 20. November 2010 | Wonderful Life                             | Hurts                          | Platin  |
| 13. April 2011    | Stay                                       | Hurts                          | Gold    |
| 7. November 2012  | One Day / Reckoning Song (Wankelmut Remix) | Asaf Avidan                    | Platin  |
| 11. Januar 2013   | Lila Wolken                                | Marteria, Yasha & Miss Platnum | Platin  |
| 19. Februar 2013  | Wonderful Life                             | Hurts                          | Gold    |
| 6. Dezember 2013  | Kids (2 Finger an den Kopf)                | Marteria                       | Gold    |
| 2017              | Blau (feat. Sido)                          | AMANDA                         | Diamant |
| 2017              | Leiser                                     | LEA                            | Platin  |
| 2018              | Zu dir                                     | LEA                            | Gold    |
| 2018              | Immer wenn wir uns sehen (feat. Cyril)     | LEA                            | Platin  |
| 2019              | Au Revoir (feat. Sido)                     | Mark Forster                   | Diamant |
| 2019              | Kein Problem                               | Apache 207                     | Gold    |
| 2019              | Brot nach Hause                            | Apache 207                     | Gold    |
| 2019              | 2 Minuten                                  | Apache 207                     | Gold    |
| 2019              | Roller                                     | Apache 207                     | Diamant |
| 2019              | 200 km/h                                   | Apache 207                     | Platin  |
| 2019              | Wieso tust du dir das an?                  | Apache 207                     | Platin  |
| 2019              | 110 (feat. Capital Bra & Samra)            | LEA                            | 3× Gold |
| 2019              | Sex mit dir                                | Apache 207                     | Gold    |
| 2019              | Doch in der Nacht                          | Apache 207                     | Gold    |
| 2020              | Fame                                       | Apache 207                     | Gold    |
| 2020              | Boot                                       | Apache 207                     | Gold    |
| 2020              | Bläulich                                   | Apache 207                     | Gold    |
| 2020              | Übermorgen                                 | Mark Forster                   | Platin  |
| 2020              | Einmal                                     | Mark Forster                   | Gold    |
| 2020              | Treppenhaus                                | LEA                            | Platin  |
| 2020              | Immer                                      | LEA                            | Gold    |
| 2021              | Solo                                       | LEA                            | Gold    |
| 2021              | Verlierer                                  | LUNA                           | Gold    |
| 2021              | Oder nicht                                 | Kontra K                       | Gold    |
| 2021              | Tiefschwarz                                | Kontra K                       | Gold    |
| 2021              | Phantom                                    | Reezy                          | Gold    |
| 2021              | Boot                                       | Apache 207                     | Gold    |
| 2021              | Fame                                       | Apache 207                     | Gold    |
| 2021              | Bläulich                                   | Apache 207                     | Gold    |
| 2021              | Sex mit dir                                | Apache 207                     | Gold    |
| 2022              | Angst                                      | Apache 207                     | Gold    |
| 2022              | 200 km/h                                   | Apache 207                     | Platin  |
| 2022              | Sie ruft                                   | Apache 207                     | Gold    |
| 2022              | Doch in der Nacht                          | Apache 207                     | Platin  |
| 2022              | Kein Problem                               | Apache 207                     | Platin  |
| 2022              | Bläulich                                   | Apache 207                     | Platin  |
| 2022              | Fame                                       | Apache 207                     | Platin  |
| 2022              | Unterwegs                                  | Apache 207                     | Platin  |
| 2022              | 194 Länder                                 | Mark Forster                   | Platin  |
| 2022              | Übermorgen                                 | Mark Forster                   | Gold    |
| 2022              | Erlfolg ist kein Glück                     | Kontra K                       | Gold    |
| 2022              | Kampfgeist 4                               | Kontra K                       | Gold    |
| 2022              | Ohne Benzin                                | Domiziana                      | Gold    |
| 2022              | Herz über Kopf                             | JORIS                          | Gold    |
| 2022              | Niemand bringt Marten um                   | Marteria                       | Gold    |
| 2022              | Temperamento                               | Sero                           | Gold    |
| 2022              | Drei Uhr Nachts                            | Mark Forster x LEA             | Gold    |
| 2022              | Schwarz                                    | LEA & Casper                   | Gold    |
| 2022              | 7 Stunden                                  | LEA & Capital Bra              | Gold    |
| 2022              | 7 Stunden                                  | LEA & Capital Bra              | Platin  |
| 2022              | Wenn du mich lässt                         | LEA                            | Gold    |
| 2022              | Treppenhaus                                | LEA                            | Gold    |
| 2022              | 110 Prolog                                 | LEA                            | Gold    |

(Quelle: Bundesverband Musikindustrie)

## Veranstaltungen
Four Music tritt nicht nur als Musiklabel in Erscheinung, sondern richtet immer wieder auch eigene Live-Veranstaltungen aus. Anlässlich des Welt-AIDS-Tags am 1. Dezember 1998 initiierte Four Music in Kooperation mit dem Musiksender VIVA das Benefizkonzert Beats 4 Life, im Rahmen dessen beispielsweise die Künstler Fettes Brot, Smudo, 5 Sterne DeLuxe und Such a Surge auftraten. Die Veranstaltung wurde auch in den folgenden Jahren fortgeführt. Four Music beziehungsweise Four Artists richtete im Jahr 2000 gemeinsam mit MTV Germany erstmals die HipHop Open auf dem Stuttgarter Pragsattel aus, das etwa 14.000 Zuschauer anzog und zum größten Festival dieses Genre in Deutschland wuchs. Zwischenzeitlich wechselte der Veranstaltungsort nach Mannheim. Außerdem führte das Label unter dem Titel Four Abend eine Serie von Veranstaltungen unter anderem in Berlin, Köln und München sowie Wien und anderen Städten durch, dort traten zum Beispiel OK Kid und Chakuza auf.

## Künstler (Auswahl)
Nach eigenen Angaben stehen bei Four Music unter anderem folgende Künstler unter Vertrag:
- Alli Neumann
- Apache 207
- Apsilon
- Dilla
- Disarstar
- Domiziana
- Fae August
- Henryy
- Jochen Distelmeyer
- Joris
- Kani82
- Kelvin Jones
- La Place
- Lena & Linus
- Lucifer Xo
- Mark Forster
- Majan
- Mia.
- Mieze Katz
- Möwe
- Nikan
- Paco
- Paula Hartmann
- Sero
- Siovo
- skrt cobain
- $ono$ Cliq
- Stanovsky
- Teamwork
- Trim
- Reezy
- Wa22ermann
- Xavi
- Zugezogen Maskulin

## Diskografie
- 2000: Four Elements (CD)
- 2002: Four Elements Vol. 2 (CD, DI)
- 2016: 20 Jahre Four Music (Vinyl)